# سلالة يوان في آسيا الداخلية

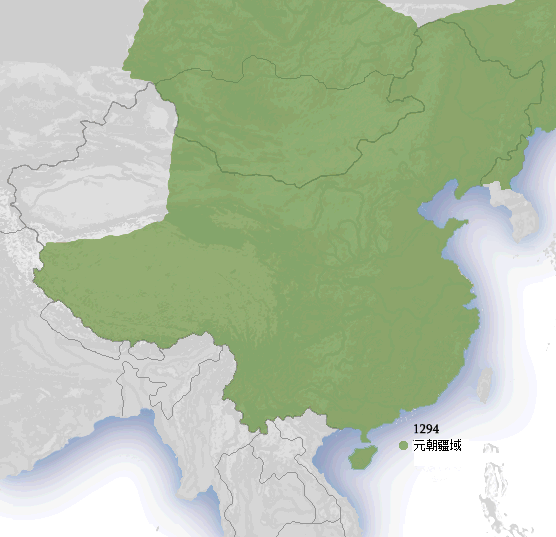

سلالة يوان في آسيا الداخلية هي هيمنة سلالة يوان في آسيا الداخلية في القرنين الثالث عشر والرابع عشر. جاء حكام يوان المنحدرون من سلالة جنكيز خان من السهوب المنغولية، وأنشأ المغول بقيادة قوبلاي خان سلالة يوان (1271-1368) ومقرها في خان بالق (بكين الحديثة)، وهي سلالة ذات طابع صيني شملت العديد من الجوانب المنغولية والآسيوية الداخلية في المؤسسات السياسية والعسكرية. امتد حكم سلالة يوان الفعلي إلى منشوريا (شمال شرق الصين الحديثة ومنشوريا الخارجية) ومنغوليا (منغوليا الداخلية والخارجية وجزء من جنوب سيبيريا) وهضبة التبت وأجزاء من سنجان. انتمى غير المغول في هذه المناطق الآسيوية الداخلية إلى طبقة سيمو. بالإضافة إلى ذلك، سيطر أباطرة يوان اسميًا على الخانيات المغولية الغربية الثلاثة (خانية القبيلة الذهبية وخانية جغتاي والدولة الإلخانية)، إذ كانت في الأساس مستقلة وحُكمت بشكل منفصل بسبب تقسيم إمبراطورية المغول منذ الحرب الأهلية التولوية في ستينيات القرن الثالث عشر.

## منشوريا
حكمت منشوريا في الأصل سلالةُ جين التي تأسست من قبائل الجورشن، قبل ظهور إمبراطورية المغول في أوائل القرن الثالث عشر. خلال غزو المغول لسلالة جين (1211-1234)، سيطر المغول على كل من شمال الصين ومنشوريا. بعد تأسيس سلالة يوان، أصبحت منشوريا جزءًا من إمبراطورية يوان. أنشأ مؤسس يوان، قوبلاي خان، مقاطعة لياويانغ في عام 1269، وامتدت المقاطعة إلى شمال شرق شبه جزيرة كوريا. وأصبحت Xuanweisi في عام 1286. في عام 1287، أُنشئت مقاطعة لياويانغ مرة أخرى، واستمرت حتى زوال سلالة يوان. وفقًا لتاريخ سلالة يوان الرسمي (يوانشي)، سيطر المغول عسكريًا على غوي في جزيرة سخالين، وبحلول عام 1308، خضع جميع سكان سخالين لسلالة يوان. حتى بعد سقوط سلالة يوان المنغولية على يد سلالة مينغ في عام 1368، ظلّت منشوريا تحت سيطرة المغول بقيادة ناغاتشو، وهو جنرال لسلالة يوان الشمالية في منغوليا الذي كان في الأصل مسؤولًا في سلالة يوان. غزت سلالة مينغ منشوريا بعد حملة مينغ العسكرية على ناغاتشو عام 1387.

## منغوليا
جاء المغول من السهوب المنغولية، وكانت قراقورم عاصمة إمبراطورية المغول حتى عام 1260. سيطر أريق بوقا، الأخ الأصغر لقوبلاي خان، على منغوليا خلال الحرب الأهلية التولوية. بعد انتصار قوبلاي على أريق بوقا، أصبحت منغوليا ضمن المنطقة الوسطى التي تحكمها مباشرة الأمانة المركزية في العاصمة خان بالق (دادو). ومع ذلك، احتلها بعد فترة قصيرة كايدو، زعيم عائلة أوقطاي والخان الفعلي لخانية جغتاي خلال حربه مع قوبلاي خان، على الرغم من استردادها لاحقًا على يد قائد من سلالة يوان يدعى بايان من قبيلة بارين. عُيّن تيمور لاحقًا كحاكم في قراقورم وأصبح بايان وزيرًا. أثناء حكم كولوغ خان، إمبراطور يوان الثالث، أصبحت منغوليا تابعة لمقاطعة قراقورم في عام 1307، على الرغم من أن أجزاء من منغوليا الداخلية لا تزال تحت حكم الأمانة المركزية. أعاد خليفته، أيورباروادا بويانتو خان، تسميتها لتصبح مقاطعة لينغباي في عام 1312. بعد أن أطاحت سلالة مينغ بسلالة يوان المنغولية في عام 1368، تراجع المغول إلى موطنهم منغوليا التي أصبحت مركز الحكم لسلالة يوان الشمالية.

## التبت
بعد غزو المغول للتبت في أربعينيات القرن الثالث عشر، دُمجت التبت في إمبراطورية المغول. بعد تنصيب قوبلاي خان، مؤسس سلالة يوان، أصبحت التبت تابعة لديوان الشؤون البوذية والتبتية أو شوانزنغ يوان، وهو مؤسسة حكومية وقسم إداري رفيع المستوى أُنشئ في خان بالق للإشراف على الرهبان البوذيين بالإضافة إلى إدارة إقليم التبت. إلى جانب منطقة التبت ذاتية الحكم الحديثة، حكم الديوان أيضًا جزءًا من سيتشوان وتشينغهاي وكشمير. كانت التبت منفصلة عن المقاطعات الأخرى لسلالة يوان مثل تلك المقاطعات لسلالة سونغ السابقة في الصين، لكنها لا تزال تحت الحكم الإداري لسلالة يوان. كان أحد أهداف الإدارة اختيار المدير الكبير dpon-chen، الذي يعينه عادةً اللاما ويُثبّته إمبراطور المغول في بكين. خلال حكم سلالة يوان للتبت، سيطرت التبت اسميًا على الشؤون السياسية الإقليمية والدينية، بينما نهض المغول بأعباء الحكم الهيكلي والإداري في المنطقة، ونادرًا ما عزّزوه بالتدخل العسكري. فُضّلت البوذية التبتية كديانة رسمية بحكم الواقع لسلالة يوان، وأصبح زعيم ساكيا، دروغون تشوغيال فاغبا، المعلّم الإمبراطوري لقوبلاي خان. انتهت سيطرة سلالة يوان على المنطقة عندما سقطت في أيدي سلالة مينغ وثار تاي سيتو تشانغتشوب غيالتسن ضد المغول.